# Compsodrillia thestia
Compsodrillia thestia é uma espécie de gastrópode do gênero Compsodrillia, pertencente à família Pseudomelatomidae.